# John V. Tunney

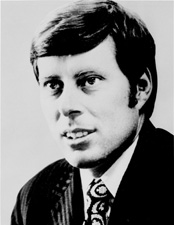
John V. Tunney

John Varick Tunney (* 26. Juni 1934 in New York City, New York; † 12. Januar 2018 in Santa Monica, Kalifornien) war ein US-amerikanischer Politiker, der den Bundesstaat Kalifornien in beiden Kammern des Kongresses vertrat.

## Leben

### Frühes Leben
John Tunney wurde als zweitältestes von vier Kindern des Boxweltmeisters Gene Tunney (1897–1978) und dessen Frau Polly in New York geboren. Er hat einen älteren und zwei jüngere Brüder sowie eine jüngere Schwester.
Er graduierte 1956 an der Yale University und besuchte für ein Jahr bis 1957 die Haager Akademie für Völkerrecht im niederländischen Den Haag. 1959 machte Tunney seinen Abschluss in Rechtswissenschaften an der University of Virginia und begann daraufhin in New York als Anwalt zu praktizieren. Hier teilte er sich mit Edward Kennedy ein Zimmer, dem jüngeren Bruder des späteren US-Präsidenten John F. Kennedy und späteren US-Senators von Massachusetts.

### Politische Karriere

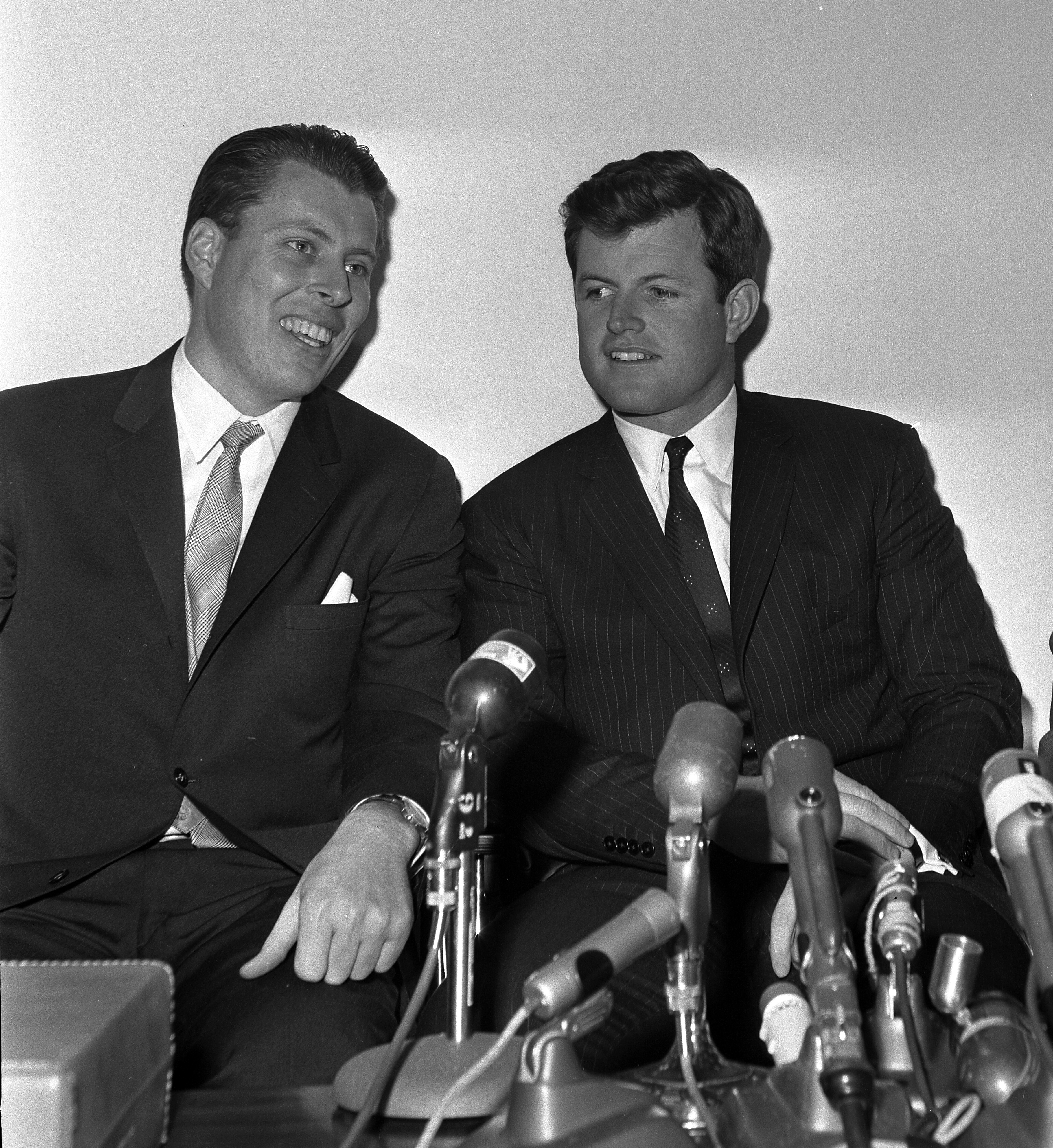
Tunney (links) mit Edward „Ted“ Kennedy (1964)

Anfang der 1960er Jahre verpflichtete sich Tunney für die United States Air Force (USAF) und diente als Justizberater, bis er im April 1963 im Rang eines Captains entlassen wurde. Parallel zu seinem Dienst bei der USAF unterrichtete er zwischen 1961 und 1962 Handelsrecht an der University of California in Riverside. 1963 eröffnete Tunney eine Anwaltskanzlei in Kalifornien und wurde Parteimitglied der Demokraten.
Über seine Freundschaft mit Ted Kennedy wurde Tunney 1963 unter Präsident Kennedy Mitglied im Komitee für das Strafrecht und die Jugendkriminalität, eine Funktion, die er bis 1968, auch unter Präsident Lyndon B. Johnson, beibehielt. Bereits 1964 kandidierte Tunney mit Erfolg für Kalifornien für einen Sitz im Repräsentantenhaus der Vereinigten Staaten und amtierte vom 3. Januar 1965 bis zu seiner Amtsniederlegung am 2. Januar 1971.
Am selben Tag wurde Tunney ebenfalls für Kalifornien als US-Senator vereidigt und amtierte ebenfalls sechs Jahre lang, bis zum 1. Januar 1977. In seiner Amtszeit produzierte er eine wöchentlich erscheinende Radiosendung, in der andere Kongressabgeordnete und Senatoren zu Wort kamen. Der Wiederwahlversuch im Jahr 1976 blieb erfolglos.
Tunney kehrte nach Los Angeles zurück und praktizierte weiterhin als Anwalt. Er lebte zuletzt in Beverly Hills.

## Autor
1975 schrieb Tunney das 120 Seiten starke Werk The Changing Dream, dessen Untertitel The Truth About the Material and Energy Crisis and What We Must Do to Resolve It lautete. Auslöser und Anlass war offenkundig die Ölkrise zu Beginn der 1970er Jahre.

## Sonstiges
John Tunney war 1972 die Inspiration für die von Robert Redford gespielte Titelrolle in Bill McKay – Der Kandidat.

## Einzelnachweis
1. ↑  John Tunney, former U.S. senator from California, dies at 83. AP-Artikel bei NBC News, 12. Januar 2018, abgerufen am 13. Januar 2018 (englisch).

Klasse 1: 
Frémont |
Weller |
Broderick |
Haun |
Latham |
Conness |
Casserly |
Hager |
Booth |
Miller |
Hearst |
Williams |
Hearst |
Felton |
White |
Bard |
Flint |
Works |
Johnson |
Knowland |
Engle |
Salinger |
Murphy |
Tunney |
Hayakawa |
Wilson |
Seymour |
Feinstein |
Butler |
Schiff
Klasse 3: 
Gwin |
McDougall |
Cole |
Sargent |
Farley |
Stanford |
Perkins |
Phelan |
Shortridge |
McAdoo |
Storke |
Downey |
Nixon |
Kuchel |
Cranston |
Boxer |
Harris |
Padilla
1. Distrikt: Wright |
Marshall |
Latham |
Denver |
McKibbin |
Burch |
Phelps |
Cole |
McRuer |
Axtell |
Houghton |
Clayton |
Piper |
H. Davis |
Rosecrans |
Henley |
T. Thompson |
De Haven |
Geary |
Barham |
Coombs |
Gillett |
W. Englebright |
Raker |
Kent |
Lea |
Scudder |
C. Miller |
Clausen |
H. Johnson |
Chappie |
Bosco |
Riggs |
Hamburg |
Riggs |
M. Thompson |
LaMalfa • 2. Distrikt: Gilbert |
McCorkle |
McDougall |
Herbert |
C. Scott |
Sargent |
Higby |
Sargent |
Page |
Budd |
Louttit |
Biggs |
Caminetti |
G. Johnson |
De Vries |
Woods |
T. Bell |
McKinlay |
Kent |
Raker |
H. Englebright |
Engle |
H. Johnson |
Clausen |
Chappie |
Herger |
Huffman • 3. Distrikt: Low |
Shannon |
Bidwell |
J.A. Johnson |
Coghlan |
Luttrell |
Berry |
Henley |
McKenna |
Hilborn |
English |
Hilborn |
Metcalf |
Knowland |
Curry Sr. |
Curry Jr. |
Buck |
J.L. Johnson |
Moss |
B. Matsui |
Fazio |
Ose |
Lungren |
Garamendi |
Kiley
4. Distrikt: Houghton |
Wigginton |
Pacheco |
Wigginton |
Pacheco |
Tully |
Morrow |
Cutting |
Maguire |
J. Kahn |
Livernash |
J. Kahn |
F. Kahn |
Havenner |
Rolph |
Havenner |
Mailliard |
Leggett |
Fazio |
Doolittle |
McClintock |
M. Thompson • 5. Distrikt: Glascock |
Felton |
Clunie |
Loud |
Wynn |
Hayes |
J. Nolan |
M. Nolan |
Flaherty |
Welch |
Shelley |
P. Burton |
J. Burton |
P. Burton |
S. Burton |
Pelosi |
B. Matsui |
D. Matsui |
M. Thompson |
McClintock • 6. Distrikt: Sumner |
Markham |
Vandever |
Bowers |
Cannon |
McLachlan |
Barlow |
R. Waters |
McLachlan |
Needham |
Knowland |
Elston |
MacLafferty |
Carter |
G.P. Miller |
Condon |
Baldwin |
Mailliard |
J. Burton |
P. Burton |
Boxer |
Woolsey |
D. Matsui |
Bera • 7. Distrikt: Bowers |
Castle |
Needham |
McLachlan |
Stephens |
Church |
Barbour |
Eltse |
Tolan |
Allen |
Cohelan |
Dellums |
G. Miller |
Bera |
D. Matsui • 8. Distrikt: Daniels |
S. Smith |
Hayes |
Hersman |
Free |
McGrath |
J. Anderson |
G.P. Miller |
Stark |
Dellums |
Pelosi |
Cook |
Obernolte |
Garamendi
9. Distrikt: C. Bell |
Randall |
Lineberger |
Evans |
Church |
Gearhart |
White |
A. Hunter |
Younger |
Edwards |
Stark |
Dellums |
Lee |
McNerney |
Harder • 10. Distrikt: Stephens |
Benedict |
Osborne |
Fredericks |
Crail |
Stubbs |
Elliott |
Werdel |
Gubser |
Edwards |
Baker |
Tauscher |
Garamendi |
Denham |
Harder |
DeSaulnier • 11. Distrikt: Kettner |
Swing |
Evans |
McGroarty |
J. Hinshaw |
Outland |
Bramblett |
J.L. Johnson |
McFall |
Younger |
McCloskey |
Ryan |
Royer |
Lantos |
Pombo |
McNerney |
G. Miller |
DeSaulnier |
Pelosi • 12. Distrikt: Hoeppel |
Voorhis |
Nixon |
Hillings |
Hunter |
Sisk |
Talcott |
McCloskey |
Zschau |
Konnyu |
T. Campbell |
Lantos |
Speier |
Pelosi |
Lee |
Simon • 13. Distrikt: Kramer |
Poulson |
Healy |
Poulson |
Bramblett |
Teague |
Lagomarsino |
Mineta |
Stark |
Lee |
Duarte |
Gray • 14. Distrikt: T. Ford |
Gahagan |
Yorty |
Hagen |
Baldwin |
Waldie |
McFall |
Shumway |
Doolittle |
Eshoo |
Speier |
Swalwell • 15. Distrikt: Traeger |
Costello |
McDonough |
McFall |
Sisk |
Coelho |
Condit |
Mineta |
T. Campbell |
Honda |
Swalwell |
Mullin
16. Distrikt: Dockweiler |
L. Ford |
Rogers |
E. Patterson |
Jackson |
A. Bell |
Sisk |
McFall |
Talcott |
Panetta |
Edwards |
Lofgren |
Costa |
Eshoo • 17. Distrikt: Colden |
Geyer |
King |
G. Anderson |
McCloskey |
Krebs |
Pashayan |
Dooley |
Panetta |
Farr |
Honda |
Khanna • 18. Distrikt: J. Burke |
B. Scott |
Eaton |
W. Johnson |
Doyle |
Bradley |
Doyle |
Hosmer |
Hagen |
Mathias |
Ketchum |
Thomas |
Lehman |
Condit |
Cardoza |
Eshoo |
Lofgren • 19. Distrikt: Collins |
Sheppard |
Holifield |
Lagomarsino |
Lehman |
Radanovich |
Denham |
Lofgren |
Panetta • 20. Distrikt: Burnham |
Izac |
J. Hinshaw |
H. Smith |
Moorhead |
Goldwater |
Thomas |
Dooley |
Costa |
Farr |
Panetta |
McCarthy |
Fong • 21. Distrikt: Sheppard |
Hiestand |
Hawkins |
Corman |
Fiedler |
Gallegly |
Thomas |
Nunes |
Valadao |
Cox |
Valadao |
Costa • 22. Distrikt: Phillips |
Holt |
Corman |
Moorhead |
Huffington |
Seastrand |
W. Capps |
L. Capps |
Thomas |
McCarthy |
Nunes |
Valadao • 23. Distrikt: Izac |
Fletcher |
McKinnon |
Doyle |
Clawson |
Rees |
Beilenson |
Gallegly |
L. Capps |
McCarthy |
Obernolte • 24. Distrikt: Poulson |
Lipscomb |
Rousselot |
Waxman |
Beilenson |
Sherman |
Gallegly |
L. Capps |
Carbajal 
25. Distrikt: Hillings |
Kasem |
Rousselot |
Cameron |
Wiggins |
Roybal |
McKeon |
Knight |
Hill |
Garcia |
Ruiz • 26. Distrikt: Yorty |
Roosevelt |
Rees |
Rousselot |
Berman |
Dreier |
Brownley • 27. Distrikt: Sheppard |
Burkhalter |
Reinecke |
Goldwater |
A. Bell |
Dornan |
Levine |
Moorhead |
Rogan |
Schiff |
Sherman |
Chu |
Garcia |
Whitesides • 28. Distrikt: Utt |
A. Bell |
Y. Burke |
Dixon |
Dreier |
Berman |
Schiff |
Chu • 29. Distrikt: Phillips |
Saund |
Brown |
Danielson |
Hawkins |
M. Waters |
Waxman |
Schiff |
Cardenas |
Rivas • 30. Distrikt: B. Wilson |
Roybal |
Danielson |
Martínez |
Becerra |
Waxman |
Sherman |
Schiff |
Friedman • 31. Distrikt: C. Wilson |
Dymally |
Martínez |
Solis |
Becerra |
G.G. Miller |
Aguilar |
Napolitano |
Cisneros • 32. Distrikt: Hosmer |
G. Anderson |
Dixon |
Watson |
Solis |
Chu |
Napolitano |
Sherman • 33. Distrikt: Sheppard |
Dyal |
J. Pettis |
Clawson |
Grisham |
Dreier |
Roybal-Allard |
Watson |
Bass |
Waxman |
Lieu |
Aguilar • 34. Distrikt: Hanna |
Hannaford |
Lungren |
Torres |
Napolitano |
Roybal-Allard |
Becerra |
Gomez • 35. Distrikt: Utt |
Schmitz |
G. Anderson |
Lloyd |
Dreier |
Lewis |
M. Waters |
Negrete McLeod |
Torres • 36. Distrikt: B. Wilson |
Ketchum |
Brown |
Harman |
Kuykendall |
Harman |
Hahn |
Ruiz |
Lieu
37. Distrikt: Van Deerlin |
Y. Burke |
J. Pettis |
S. Pettis |
Lewis |
McCandless |
Tucker |
Millender-McDonald |
Richardson |
Bass |
Kamlager-Dove • 38. Distrikt: Martin |
Tunney |
Veysey |
Brown |
J. Patterson |
Dornan |
Horn |
Napolitano |
Sánchez • 39. Distrikt: A. Hinshaw |
Wiggins |
Dannemeyer |
Royce |
Sánchez |
Royce |
Cisneros |
Y. Kim |
Takano • 40. Distrikt: B. Wilson |
A. Hinshaw |
Badham |
Cox |
Lewis |
Royce |
Roybal-Allard |
Y. Kim • 41. Distrikt: Van Deerlin |
B. Wilson |
Lowery |
J. Kim |
G.G. Miller |
Lewis |
Takano |
Calvert • 42. Distrikt: Burgener |
Van Deerlin |
D. Hunter Sr. |
Lungren |
Rohrabacher |
Brown |
Baca |
G.G. Miller |
Calvert |
R. Garcia • 43. Distrikt: Veysey |
Burgener |
Packard |
Calvert |
Baca |
M. Waters • 44. Distrikt: Bates |
Cunningham |
McCandless |
Bono |
Bono Mack |
Calvert |
Hahn |
Barragán • 45. Distrikt: D. Hunter Sr. |
Rohrabacher |
Bono Mack |
J. Campbell |
Walters |
Porter |
Steel |
Tran • 46. Distrikt: Dornan |
Sanchez |
Rohrabacher |
Sanchez |
Correa • 47. Distrikt: Cox |
Sanchez |
Lowenthal |
Porter |
Min • 48. Distrikt: Packard |
Issa |
Cox |
J. Campbell |
Rohrabacher |
Rouda |
Steel |
Issa • 49. Distrikt: Schenk |
Bilbray |
S. Davis |
Issa |
Levin • 50. Distrikt: Filner |
Cunningham |
Bilbray |
D. Hunter Jr. |
Issa |
Peters • 51. Distrikt: Cunningham |
Filner |
Vargas |
Jacobs • 52. Distrikt: D. Hunter Sr. |
D. Hunter Jr. |
Peters |
Vargas • 53. Distrikt: S. Davis |
Jacobs
| Personendaten    | Personendaten                            |
| ---------------- | ---------------------------------------- |
| NAME             | Tunney, John V.                          |
| ALTERNATIVNAMEN  | Tunney, John Varick (vollständiger Name) |
| KURZBESCHREIBUNG | US-amerikanischer Politiker              |
| GEBURTSDATUM     | 26. Juni 1934                            |
| GEBURTSORT       | New York City, New York                  |
| STERBEDATUM      | 12. Januar 2018                          |
| STERBEORT        | Santa Monica, Kalifornien                |